# ジャック・マシュ
ジャック・エミール・マシュ（Jacques Émile Massu, 1908年5月5日 - 2002年10月26日）は、フランスのシャロン＝アン＝シャンパーニュ生まれの陸軍軍人。第2次世界大戦期からフランス陸軍の機甲部隊・空挺部隊の指揮官として勇名を馳せ、戦後は植民地の反乱鎮圧に努めた。そして、フランス第五共和政の成立及びド・ゴールの大統領就任の立役者となった。

## 経歴
父親は砲兵将校で、祖先はミシェル・ネイに連なる名門軍人家系の下で生まれる。サン＝ルイ＝ド＝ゴンザール高等学校、プリタネ軍学校で学び、サン・シール陸軍士官学校を卒業後、植民地歩兵将校として任官する。1934年にシャラント＝マリティーム県サントに駐屯していた第12セネガル狙撃兵連隊で勤務をする。1935年1月から1937年2月までトーゴで勤務し、1938年6月までロレーヌに駐屯する第41植民地歩兵機関銃連隊で勤務する。その後にチャドで勤務する事となる。

### 第二次世界大戦
フランス本土陥落後、フランス領赤道アフリカに居たマシュは自由フランス軍に参加。その後、フィリップ・ルクレール将軍の指揮下でフェザンの戦いに参加。1941年に、チャド・セネガル狙撃連隊の大隊長に着任。1944年には第2機甲師団の副師団長としてナチス・ドイツの崩壊まで西部戦線において活躍する。

### インドシナ戦争
1945年9月に行進群を率いてサイゴンに到着、インドシナ南部域のベトミンの平定に着手した。

### アルジェリア戦争
1955年に落下傘旅団長に着任。1957年に第10落下傘師団長に着任、アルジェの戦いでは一般市民を多く巻き込んだ戦争の終決の為には手段を選ばず、ゼネラル・ストライキの打破と不審な家屋の破壊、容疑者だけでなくアルジェリア民族解放戦線支持者の逮捕、時には拷問も辞さず苛烈な掃討作戦を実行した（ただし、ジャミラ・ブーパシャの連行・拷問に象徴される部下のやりすぎには直接関与していないといわれている）。
1957年には、ジャック・マシュの命令を受けたフランス軍士官らがフランス人数学者であり、アルジェリア共産党員として抵抗活動を行っていたモーリス・オーダンを拷問の上で殺害している。
1958年5月にはアルジェ動乱が発生、「フランスのアルジェリア」を求める公安委員会を宣言し、ド・ゴール支持を表明し、フランス第五共和政が成立することとなった。
しかし、もともとは「フランスのアルジェリア」支持者であったマシュは、ド・ゴール大統領が表明した民族自決政策を批判。遂に1960年1月、フランス本土に召還されたうえで大統領命令により落下傘師団長を解任された（詳細はマシュ師団長解任事件を参照）。その後、4月には将軍達の反乱が起きるが、国民的英雄でもある現役将軍、つまりマシュを欠いた叛乱は失敗に終わった。
1962年に、メス軍事総督に着任。

### 五月革命
1966年3月に、西ドイツ駐留フランス軍司令官に着任。フランス全土における騒動が極限に達しつつあった1968年5月29日に、バーデン＝バーデンにてシャルル・ド・ゴールが訪れ会見した。彼はかつての第10落下傘師団長解任の件を水に流し、秘密軍事組織の逮捕者達と逃亡者達の恩赦と引き換えに大統領の支持を確約。直ちに駐留軍2個師団の中から2個大隊を抽出、続いて2個連隊にも出動準備命令を下した。これに呼応する形でフランス本土軍も行動を開始、2個機甲連隊がパリ郊外に移動。所縁ある落下傘師団からは2個落下傘連隊が同じくパリへ移動、更に外人部隊からも落下傘連隊が出動態勢に移行し、パリ郊外に空挺降下しデモ隊を鎮圧する体制を整えつつあった。
翌30日、ド・ゴールは議会の解散を発表し騒動の主導権を取り返した。午後にはシャンゼリゼ通りを30万から50万ともいわれる支持者のデモのもと、ド・ゴール政権は維持された。
退役前にオテル・デ・ザンヴァリッド内の執務室内に入りアルジェの戦いに関する2冊の著書を執筆した。

### 引退後
陸軍を退役後、Conflans-sur-Loingにある自宅にて、亡くなる直前まで自伝等の執筆に専念した。

## 軍歴
- 1930年：サン・シール士官学校卒業。少尉に任官。
- 1932年：中尉に昇進。
- 1939年：大尉に昇進。
- 1942年：少佐に昇進。
- 1944年：中佐に昇進。
- 1946年：大佐に昇進。
- 1955年：准将に昇進。
- 1958年：少将に昇進。
- 1963年：中将に昇進。
- 1966年：大将に昇進。
- 1969年：退役。